# Boda de Joaquín de Dinamarca y Alejandra Manley
La boda del príncipe Joaquín de Dinamarca y Alejandra Manely se celebró el 18 de noviembre de 1995 en la capilla del Palacio de Frederiksborg en la localidad de Hillerod. 

## Antecedentes
Joaquín es el hijo pequeño de la reina Margarita II de Dinamarca y el príncipe consorte Enrique. Por su parte, Alejandra es la hija mayor del matrimonio entre Richard Nigel Manley, de nacionalidad británica y china, y Christa Maria Nowotny, de nacionalidad austríaca. 
Se conocieron en el año 1994 en una cena en Hong Kong. El 31 de mayo de 1995 la casa real danesa anunció el compromiso y al día siguiente se reunieron con la prensa en el Palacio de Fredensborg. 
Sería la primera boda real en Dinamarca desde 1968 cuando se casó la tía materna de Joaquín, la princesa Benedicta.

### Celebraciones previas
El 17 de noviembre de 1995 se celebró una cena en el Palacio de Christiansborg, al que asistieron unos 300 invitados, aunque un temporal de nieve en el país imposibilitó la asistencia de otros. 
La reina Margarita le concedió a Alejandra la Orden del Elefante.

## Boda

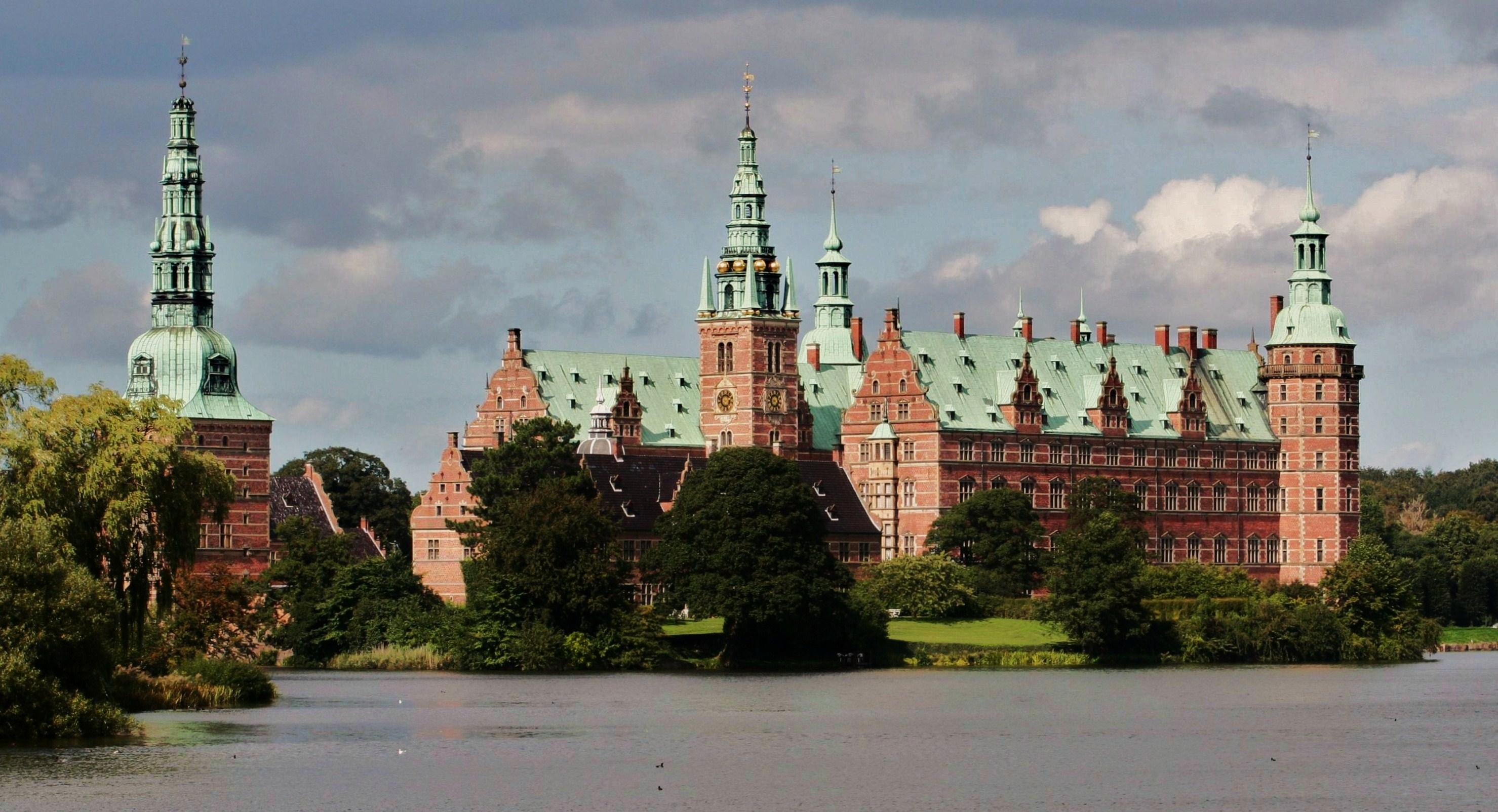
Palacio de Frederiksborg

La boda tuvo lugar el 18 de noviembre de 1995 en la capilla del Palacio de Frederiksborg, siendo la tercera boda real realizada en este lugar. La ceremonia estuvo oficiada por Christian Thodberg, capellán de la corte. 
Joaquín accedió al templo acompañado de su hermano, el príncipe heredero Federico, y Alejandra lo hizo del brazo de su padre, Richard Manley. 

###### Vestimenta
El vestido de novia, diseñado por el danés Jørgen Bender, era de seda italiana con la parte superior abierta por delante y por detrás, de donde salía una cola de cuatro metros.  Estaba ribeteado con una orladura con 8900 perlas. Las mangas eran largas y estrechas. Se sujetaba a la cintura con un ancho cinturón del mismo material que el vestido. El velo era muy ligero y se transparentaba dejando ver el vestido. Llevaba en el borde una ligera banda de la misma tela que el vestido. En la cabeza llevaba la tiara de la reina Alexandrine, regalo de su suegra.

###### Banquete
Después de la ceremonia, los novios e invitados se trasladaron al Palacio de Fredensborg donde tuvo lugar la cena y el posterior baile. 

## Invitados

### Casa real danesa
- Reina viuda Ingrid
  - Reina Margarita II y príncipe consorte Enrique
    - Prínicipe heredero Federico

  - Princesa Benedicta y príncipe Ricardo de Sayn-Wittgenstein-Berleburg
    - Príncipe heredero Gustavo de Sayn-Wittgenstein-Berleburg

  - Reina Ana María y rey Constantino II de Grecia
    - Princesa Alexia de Grecia y Dinamarca
    - Príncipe heredero Pablo y princesa heredera Marie-Chantal de Grecia, príncipes de Dinamarca
    - Príncipe Nicolás de Grecia y Dinamarca
- Princesa Isabel
- Conde y condesa de Rosenborg
  - Condesa Josefina de Rosenborg
  - Condesa Camila de Rosenborg
  - Condesa Feodora de Rosenborg

### Familia Manley
- Ricardo y Christa Manley
  - Martina Manley

### Casas reales reinantes

###### Bélgica
- Príncipe Lorenzo

###### Reino Unido
- Príncipe Eduardo

###### Países Bajos
- Príncipe heredero Guillermo Alejandro, príncipe de Orange
- Príncipe Friso

###### Noruega
- Rey Harald V y reina Sonia
  - Princesa Marta Luisa

###### España
- Príncipe heredero Felipe, príncipe de Asturias

###### Suecia
- Rey Carlos XVI Gustavo y reina Silvia
  - Princesa heredera Victoria

## Otros datos
El príncipe Joaquín y la princesa Alejandra tuvieron dos hijos:
- Conde Nicolás de Monpezat (28 de agosto de 1999)
- Conde Félix de Monpezat (2 de julio de 2002)

El 16 de septiembre de 2004, la pareja anunció su separación y la intención de divorciarse. Se divorciaron el 8 de abril de 2005. Desde el divorcio Alejandra se convirtió en Condesa de Frederiksborg.
El 3 de marzo de 2007, Alejandra contrajo segundas nupcias con el fotógrafo Martin Jørgensen, del cual se separó en 2015. El príncipe Joaquín, se volvió a casar el 24 de mayo de 2008 con Marie Cavallier. 